# Химрар
«Химрар» (стилизировано как ХимРар) — российская фармацевтическая компания, разработчик и производитель лекарственных препаратов с фокусом на противовирусные средства, препараты для лечения заболеваний центральной нервной системы и другие лекарственные средства, оказывает услуги по синтезу и анализу биоактивности фармпрепаратов. Расположена в Химках.

## История
Предшественник — основанное в 1990 году химиком Александром Иващенко предприятие «Контакт-Сервис», занимавшееся сложным органическим синтезом по договорам с компаниями Aldrich, Fluka, Acros, Merck и другими. Сын Александра Иващенко, Андрей Иващенко, был совладельцем фирм Inel и «Эксимер», которые занимались сборкой и продажей компьютеров. Вместе с партнёром Николаем Савчуком он перешёл в фирму отца.
С 1995 года химическая лаборатория «Контакт-Сервис» стала осваивать методы параллельного и комбинаторного синтеза библиотек органических соединений для высокопроизводительного скрининга на современных биомишенях с целью определения их биологической активности.
В 1997 году в Сан-Диего (США) была создана компания Chemical Diversity (ChemDiv), занявшаяся заказным химическим синтезом веществ для Drug Discovery & Development, доклиническими химическими и биологическими исследованиями по разработке лекарственных средств, клиническими испытаниями по широкому спектру биомишений с использованием малых молекул и биотехнологических препаратов. В американском подразделении ChemDiv проходили обучение и стажировки по работе с оборудованием и освоению новых технологий сотрудники из России. Кроме того, в ChemDiv отправляли учиться сотрудников из России.
В 2002 году была создана «якорная» научно-исследовательская организация — ЗАО «Исследовательский институт химического разнообразия». В 2003—2004 годах был приобретён и отремонтирован находившийся в аварийном состоянии лабораторный корпус на площадке бывшего ГП НИИРП в городе Химки для организации исследовательского центра в области доклинической разработки лекарственных препаратов.
В 2006—2008 годах компания начала разработку собственных молекул (кандидатов в лекарственные средства). В области вирусологии — Авирон, Авивир (для лечения гепатита C, гриппа и ОРВИ), Авинейро (шизофрения, деменции альцгеймеровского типа и тревожные расстройства), Сатерекс (для лечения сахарного диабета 2 типа и метаболического синдрома), Тиарекс (для профилактики и лечения тромбозов и тромбоэмболий). Кроме того, начали осуществляться проект по разработке оригинальных лекарственных препаратов для лечения сердечнососудистых заболеваний (КардиоСистемФарма) и проект по разработке инновационных антивирусных препаратов и комбинаций, методов лечения и диагностики (Вириом).
В 2008 году фирма совместно с Torrey Pines Investment (Сан-Диего, США) создала инжиниринговую компанию «ДжиЭксПи инжиниринг», специализирующуюся на проектировании, строительстве и эксплуатации различных объектов фармацевтической и биотехнологической отраслей по стандартам GxP.
В 2009 году заключено лицензионное соглашение со швейцарской компанией Roche о совместной разработке лекарства против ВИЧ. Весной 2010 года подписано соглашение с компанией «Р-Фарм» о совместном производстве фармацевтических субстанций в Ярославле (проект «Фармославль»).
8 декабря 2010 года компанию посетил премьер-министр Владимир Путин, и провёл совещание по федеральной целевой программе «Фарма-2020».
В 2011 году компания стала одним из инициаторов и партнёров биофармацевтического кластера «Северный» на базе МФТИ.
В 2012 году Janssen, «Химрар» и фонд «Сколково» подписали инвестиционное соглашение, согласно которому договорились о совместных инвестициях 28 миллиардов долларов в течение пяти лет на стартапы в сферах биотехнологий, фармацевтики и медицинской техники в России. В этом же году началось строительство фармацевтического завода стоимостью один миллиард рублей, совместно с «Р-Фарм», в Ростове.
В марте 2013 года с участием заместителя председателя правительства Российской Федерации Аркадия Дворковича состоялась открытие нового биотехнологического производства «Биоинтегратор» в Химках.
В 2017 году был выведен на рынок эльсуфавирин (торговое наименование — «Элпида») для лечения ВИЧ-инфекции.
В 2018 году коллекция малых молекул «Химрара», которые используются для производства новых лекарств, достигла 1,7 млн готовых веществ и стала самой большой в мире открытой коммерческой коллекцией.
В 2020 году «Химрар» совместно с РФПИ запустил массовое производство противовирусного препарата, дженерика фавипиравира. 29 мая 2020 года Министерство здравоохранения Российской Федерации выдало регистрационное удостоверение на применение фавипиравира под торговым названием «Авифавир» для лечения коронавирусной инфекции COVID-19. К концу года «Химрар» выпускал 200 000 упаковок «Авифавира» в месяц и обеспечивал его поставки в 15 стран мира.

## Структура
Компания выделяет в структуре более десяти предприятий, представляемые как самостоятельные организации под собственными именами:
- «Биоинтегратор» — разработка и производство фармацевтических препаратов на основе рекомбинантных белков и других макромолекул;
- «Вириом»[23][24] — разработка антивирусных препаратов и комбинаций, методов лечения и диагностики;
- «Кардиосистемфарма» — разработчик препарата «Нормакор» для проведения операций на открытом сердце при нормальной температуре тела;
- «Ньювак»[25] — разработка персонализированных и комбинационных подходов к терапии рака;
- «Авинейро» — разработка препаратов для лечения заболеваний центральной нервной системы[26].

В структуру компаний «Химрар» также входит «Исследовательский институт химического разнообразия», «Ифарма», «Кромис» (совместное предприятие с РФПИ) и «АФС-технологии».

## Собственники
В некоторых юридических лицах группы «Химрара» совладельцами являются директора подразделений, получившие небольшие мотивационные пакеты. Часть юрлиц группы через компанию «Химинвест», по состоянию на 2011 год, принадлежала зарегистрированной в Калифорнии компании Torrey Pines Investment.